# Giống hiếm

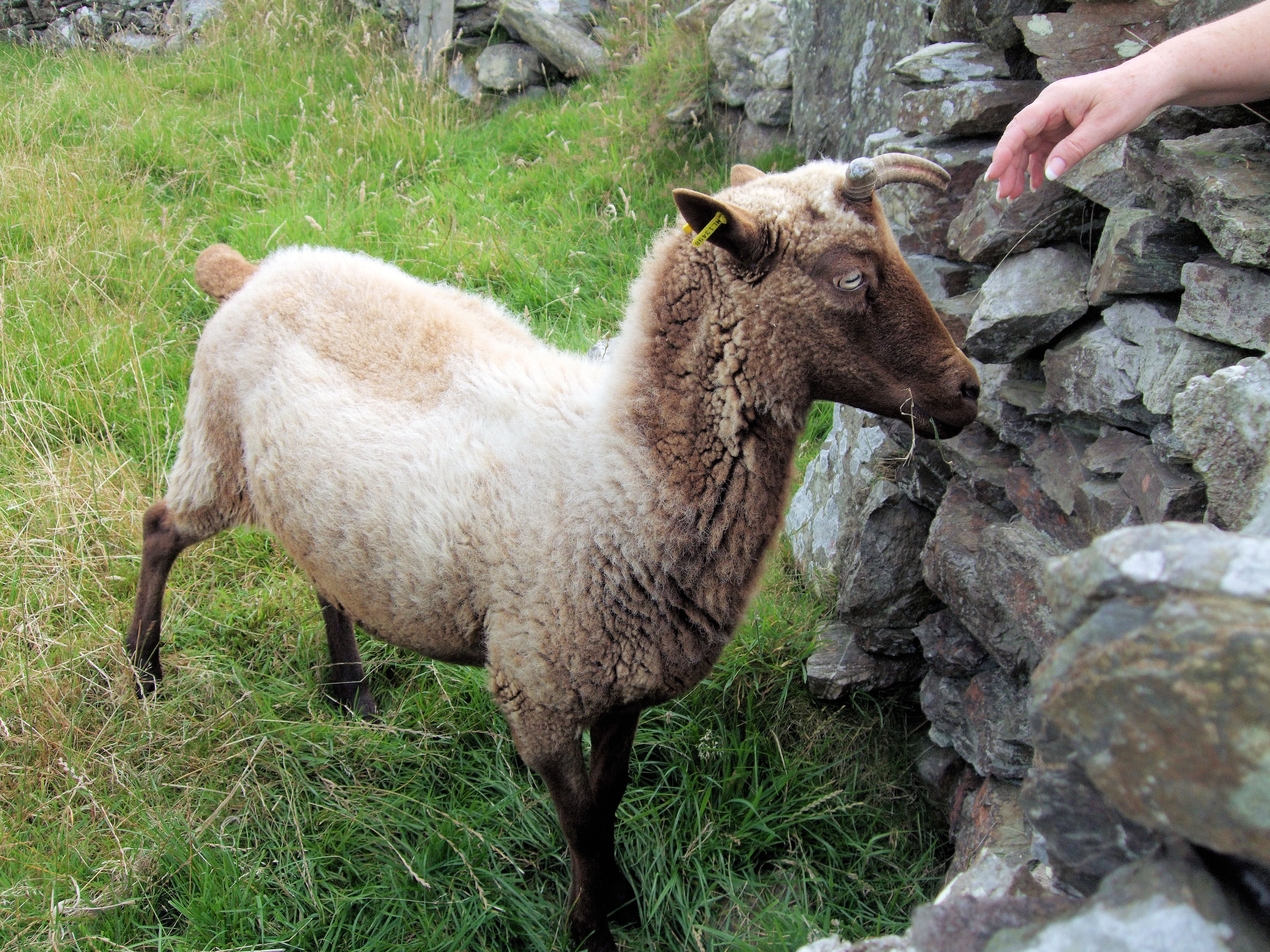
Một giống cừu hiếm là cừu Manx Loaghtan

Trong nông nghiệp hiện đại, giống hiếm là những giống gia cầm hoặc gia súc (thường là giống thuần chủng) có số lượng cá thể chăn nuôi rất nhỏ lẻ, thường từ vài trăm đến vài ngàn đầu con. Bởi vì số lượng nhỏ nhoi của chúng, giống hiếm có thể nằm trong tình trạng bị đe dọa, phải bảo tồn nguồn gen và chúng có thể được bảo hộ theo pháp luật trong khu vực, địa phương. Nhiều quốc gia có tổ chức dành riêng cho việc bảo vệ và thúc đẩy các giống quý hiếm, mà họ từng có định nghĩa của riêng mình. Trong thực vật và rau quả, song song với các giống động vật quý hiếm là loài thực vật gia truyền là giống hiếm.

## Tổng quan
Có nhiều định nghĩa về "giống" và "giống hiếm". Giống có thể được định nghĩa là một nhóm động vật có chung đặc điểm có thể nhìn thấy, như ngựa Pinto. Một định nghĩa chặt chẽ nhấn mạnh rằng giống này là "thực thể di truyền nhất quán và có thể dự đoán", có nghĩa là cá thể từ giống đó sẽ đẻ ra con đó là dự đoán tương tự như ngoại hình, dáng vẻ, và rằng sự tương đồng này được dựa trên gen, định nghĩa sinh học này rất hữu ích cho việc bảo tồn, trong đó đối xử giống như các nguồn đáng tin cậy của sự đa dạng di truyền.
Tổ chức bảo tồn từng có định nghĩa riêng về những gì tạo nên một giống hiếm. Các yếu tố chính gây giống để trở thành quý hiếm được báo cáo bao gồm tăng cường sử dụng các giống ngoại, chính sách và thể chế yếu kém trong quản lý nguồn gen động vật, bỏ bê giống nhất định vì thiếu lợi nhuận hay khả năng cạnh tranh, tăng cường các hệ thống sản xuất, ảnh hưởng của bệnh và quản lý dịch bệnh và mất mát của đồng cỏ hoặc các yếu tố khác của môi trường sản xuất. Sau chiến tranh tại Anh, sự ra đời của Lợn Ba Lan và cừu Texel ảnh hưởng quần thể giống bản địa, nơi được coi là ít lợi nhuận cho nông dân.

## Bảo tồn
Chăn nuôi có thể là quan trọng để sản xuất chăn nuôi trong môi trường khắc nghiệt và có thể đóng góp vào sự thích ứng của các gia súc các thách thức như sự thay đổi trong nhu cầu về dịch tễ học, khí hậu hoặc thị trường. Các hoạt động bảo tồn có thể bao gồm trong chương trình bảo tồn tại chỗ hỗ trợ việc duy trì giống trong môi trường sản xuất bình thường của họ (tức là các trang trại, nông trại, nông trang, điền trang, gia trang, sơn trang hoặc trong các đàn mục súc hoặc chiên) và các chương trình bảo tồn ex situ trong đó động vật được lưu giữ tại các trang trại như các vườn thú hoặc trang trại bảo tồn đặc biệt hoặc vật liệu di truyền (ví dụ như tinh dịch hoặc phôi). Bảo tồn nguồn gen làm nhiệm vụ có tính cấp bách cần được thực hiện thường xuyên và hàng năm.
Ngoài những mối quan tâm của các tổ chức bảo tồn, có những lý do khác cho cá nhân hoặc nhóm giữ con giống hiếm. Giống hiếm có thể được phổ biến với nông dân theo sở thích, như họ thường yêu cầu quản lý ít chuyên sâu. Một số giống quý hiếm được lưu giữ bởi các điểm tham quan du lịch cho giá trị trong việc thu hút khách tham quan. Một số nông dân cũng thích bán thịt từ giống hiếm, vì họ tin giống như vậy cung cấp sản phẩm chất lượng cao hơn và là những món hàng hiếm. Hiện ở Việt Nam, hiện một số giống như lợn ỉ, gà Hồ, lợn Ba Xuyên... còn rất ít, Việt Nam cần sớm hoàn tất việc kiểm tra, kiểm kê tình hình phân bổí của các nguồn gen cây trồng, vật nuôi trên toàn quốc, xác định đối tượng ưu tiên cần thu thập, bảo tồn; lưu giữ, bảo quản an toàn và nguyên trạng cũng như đánh giá được giá trị thực của nguồn gen hiện có của quốc gia; nâng cấp và xây dựng được Ngân hàng Gen quốc gia.